# Stryjavka
Stryjavka (ukrainien : Стрижавка, russe : Стрижавка / Strischawka, polonais : Strzyżawka) est une commune urbaine de l'oblast de Vinnytsia, en Ukraine. Elle compte 9 165 habitants en 2021.

## Géographie
Stryjavka est située sur les rives du Bug.

## Histoire
Le village est fondé en 1552.
Le 10 janvier 1942, 227 juifs du villages sont assassinés dans une exécution de masse perpétrée par un Einsatzgruppen. Le 11 janvier, 12 autres juifs sont également leur tour assassinés. Un mémorial est érigé sur le site du massacre.
En juin 1942, le Werwolf (Quartier général) est construit par des travailleurs forcés qui seront plus tard exécutés.